# Metlaxixtla
Metlaxixtla är en ort i Mexiko.   Den ligger i kommunen Zacatlán och delstaten Puebla, i den sydöstra delen av landet, 130 km nordost om huvudstaden Mexico City. Metlaxixtla ligger 2 480 meter över havet och antalet invånare är 357.
Terrängen runt Metlaxixtla är varierad. Runt Metlaxixtla är det ganska tätbefolkat, med 96 invånare per kvadratkilometer. Närmaste större samhälle är Zacatlán, 8,4 km sydost om Metlaxixtla. I omgivningarna runt Metlaxixtla växer i huvudsak blandskog.